# Dicranota (Rhaphidolabis) cazieriana
Dicranota (Rhaphidolabis) cazieriana is een tweevleugelige uit de familie Pediciidae. De soort komt voor in het Nearctisch gebied.